# Karel Hromádka
|       |       |       |       |       |       |       |       |       |  |
|       | a8 rd | b8 nd | c8 bd | d8 qd | e8 kd | f8 bd | g8    | h8 rd |  |
| a7 pd | b7 pd | c7    | d7    | e7    | f7 pd | g7 pd | h7 pd |       |  |
| a6    | b6    | c6    | d6 pd | e6    | f6 nd | g6    | h6    |       |  |
| a5    | b5    | c5 pd | d5 pl | e5 pd | f5    | g5    | h5    |       |  |
| a4    | b4    | c4 pl | d4    | e4    | f4    | g4    | h4    |       |  |
| a3    | b3    | c3    | d3    | e3    | f3 nl | g3    | h3    |       |  |
| a2 pl | b2 pl | c2    | d2    | e2 pl | f2 pl | g2 pl | h2 pl |       |  |
| a1 rl | b1 nl | c1 bl | d1 ql | e1 kl | f1 bl | g1    | h1 rl |       |  |
|       |       |       |       |       |       |       |       |       |  |

Karel Hromádka (GrossWeikersdorf, 23 de abril de 1887 - 16 de julio de 1956) fue un jugador de ajedrez checo, dos veces campeón de la República Checa, en 1913 y en 1921 (ex aequo). En 1922 se encontraba en el puesto 27º entre los 30 mejores del mundo.

## Resultados destacados en competición
Hromádka ganó el campeonato nacional checo en dos ocasiones, en 1913 (cuando era Campeonato de Chequia de ajedrez), y en 1921 (cuando era Campeonato de Checoslovaquia de ajedrez). Participó en la Olimpiada de Ajedrez no oficial de París en 1924 donde puntuó 5.6/8 en la lucha por la primera plaza de la Copa de consolación. En la primera fase del torneo, finalizó tercero en el Grupo 1 de calificación. En esta Olimpiada, Checoslovaquia obtuvo la medalla de oro en la clasificación por equipos (puntuaron para el equipo Karel Hromádka, Jan Schulz, Karel Vanek, y Karel Skalička). Hromádka participó también en la Primera Olimpiada de Ajedrez, Londres 1927, donde puntuó +4 = 3 -5. Consiguió la mejor actuación de su carrera el torneo de Praga 1927, con una nivel Elo de 2606.

## Contribuciones a la teoría del ajedrez
En su honor se llama Defensa Hromádka una variante de la defensa Benoni, una activa apertura de ajedrez, también llamada Benoni checa 1.d4 Nf6 2.Nf3 c5 3.d5 d6 4.c4 e5.